# Mohammed Aoulad
Mohammed Aoulad (Brussel, 29 augustus 1991) is een Belgisch-Marokkaanse voetballer. Hij ligt sinds februari 2020 onder contract bij AFC Tubize.

## Carrière
Mohammed Aoulad, die in de jeugd voor RSC Anderlecht en FC Brussels uitkwam, debuteerde in het 2010/11 voor tweedeklasser Brussels. In 2012 nam Anderlecht de flankaanvaller opnieuw over van Brussels. Hij tekende een contract voor drie seizoenen bij paars-wit, maar werd meteen uitgeleend aan Sporting Charleroi. In december 2012 scoorde hij voor de Zebra's, waarna hij zijn trainer Yannick Ferrera viseerde tijdens het vieren van het doelpunt. De club schorste hem voor de volgende wedstrijd. Later kwam uit dat hij ook "hoerenzoon" had geroepen naar manager Medhi Bayat. Tijdens de winterstop werd hij aan de deur gezet. Nadien leende Anderlecht hem uit aan het Waasland-Beveren van trainer Glen De Boeck.
Op 30 augustus 2013 werd bekend dat Sint-Truidense VV hem overkocht van Anderlecht. Hij tekende een contract voor drie seizoenen op stayen, waar hij zijn debuut maakte op 11 september 2013. Aoulad was onmiddellijk goed voor twee doelpunten, waardoor STVV met 2-1 won van Boussu Dour. Bij STVV kwam hij zijn ex-trainer Yannick Ferrera tegen. Na een goed seizoen bij de Limburgse club ondertekende Aoulad op 15 juli 2014 een tweejarige verbintenis bij promovendus KVC Westerlo, waar hij twee seizoenen speelde.
Na één seizoen bij Union Sint-Gillis trok Aoulad in 2017 naar het Marokkaanse Wydad Casablanca, waarmee hij de CAF Champions League 2017 (de Afrikaanse variant van de UEFA Champions League) won. Aoulad zat in beide finalewedstrijden tegen Al-Ahly op de bank, maar kwam in de halve finale in actie tegen USM Alger. Aoulad kwam nadien ook in actie op het wereldkampioenschap voor clubs.
Na één jaar keerde Aoulad echter al terug naar België, waar hij voor KSV Roeselare tekende. In zijn eerste seizoen was hij goed voor 5 goals in 20 wedstrijden. Begin september 2019 werd zijn contract in onderling overleg ontbonden, hoewel hij al twee wedstrijden in het nieuwe seizoen had gespeeld. Pas in februari 2020 vond hij met AFC Tubize een nieuwe club.

## Clubstatistieken
| Seizoen         | Club                 | Land             | Competitie             | Competitie | Competitie | Beker | Beker | Internationaal | Internationaal | Totaal | Totaal |
| Seizoen         | Club                 | Land             | Competitie             | Wed.       | Dlp.       | Wed.  | Dlp.  | Wed.           | Dlp.           | Wed.   | Dlp.   |
| --------------- | -------------------- | ---------------- | ---------------------- | ---------- | ---------- | ----- | ----- | -------------- | -------------- | ------ | ------ |
| 2009/10         | FC Brussels          | Vlag van België  | Tweede klasse          | 0          | 0          | 0     | 0     | —              | —              | 0      | 0      |
| 2010/11         | FC Brussels          | Vlag van België  | Tweede klasse          | 18         | 4          | 0     | 0     | —              | —              | 18     | 4      |
| 2011/12         | FC Brussels          | Vlag van België  | Tweede klasse          | 24         | 5          | 0     | 0     | —              | —              | 24     | 5      |
| 2012/13         | → Sporting Charleroi | Vlag van België  | Jupiler Pro League     | 10         | 2          | 0     | 0     | —              | —              | 10     | 2      |
| 2012/13         | → Waasland-Beveren   | Vlag van België  | Jupiler Pro League     | 1          | 0          | 0     | 0     | —              | —              | 1      | 0      |
| 2013/14         | Sint-Truidense VV    | Vlag van België  | Belgacom League        | 31         | 12         | 0     | 0     | —              | —              | 31     | 12     |
| 2014/15         | KVC Westerlo         | Vlag van België  | Jupiler Pro League     | 24         | 6          | 1     | 0     | —              | —              | 25     | 6      |
| 2015/16         | KVC Westerlo         | Vlag van België  | Jupiler Pro League     | 19         | 2          | 2     | 0     | —              | —              | 21     | 2      |
| 2016/17         | Union Sint-Gillis    | Vlag van België  | Proximus League        | 27         | 4          | 0     | 0     | —              | —              | 27     | 4      |
| 2017/18         | Wydad Casablanca     | Vlag van Marokko | Botala Pro             | 17         | 4          | 0     | 0     | 5              | 1              | 22     | 5      |
| 2018/19         | KSV Roeselare        | Vlag van België  | Proximus League        | 20         | 5          | 0     | 0     | —              | —              | 20     | 5      |
| 2019/20         | KSV Roeselare        | Vlag van België  | Proximus League        | 2          | 0          | 0     | 0     | —              | —              | 2      | 0      |
| 2019/20         | AFC Tubize           | Vlag van België  | Eerste klasse amateurs | 0          | 0          | 0     | 0     | —              | —              | 0      | 0      |
| Carrière totaal | Carrière totaal      | Carrière totaal  | Carrière totaal        | 193        | 44         | 3     | 0     | 5              | 1              | 201    | 45     |

Bijgewerkt op 10 februari 2020.